# Моно Монов
Моно Чиков Монов е български офицер, генерал-майор.

## Биография
Роден е на 14 ноември 1922 г. в ловешкото село Драганова. От 1936 г. е член на РМС, а от август 1944 г. и на БКП. От септември 1936 до юни 1941 г. учи в Ловешката гимназия. В гимназията е ремсов отговорник за просветната работа в V клас, а от 1939 до 1941 е в ръководството на РМС за гимназията. Между юни и октомври 1941 г. е на работа в стопанството на родителите си. През октомври 1941 г. е мобилизиран като войник в седма дивизионна болница, където става санитарен подофицер. Между декември 1943 и юни 1944 г. е санитарен подофицер в Сяр. През цялото време е ятак на партизани. От юни 1944 до септември 1944 г. е магазинер в земеделска опитна станция в Кнежа. На 12 октомври 1944 г. е назначен за помощник-командир на трета дружина от тридесет и четвърти пехотен троянски полк. От януари 1945 до януари 1946 г. е помощник-командир на дружина в четвърти пехотен плевенски полк. Между януари 1946 и ноември 1947 г. е заместник-командир по политическата част на втори армейски инженерен полк. След войната изкарва едногодишен курс в Народното военно училище „Васил Левски“ (15 ноември 1946 – 10 септември 1947). В периода ноември 1947-януари 1948 г. е заместник-командир по политическата част на трети танков полк. От януари до май 1948 г. е назначен за временен началник на Снабдителен отдел в щаба на Инженерните войски. Между май и декември 1948 г. е командир на втори армейски инженерен полк. В периода декември 1948-март 1950 г. учи във Военната инженерна академия „В. В. Куйбишев“ в Москва. От март до ноември 1950 г. е началник на инженерните войски на втора армия. Между ноември 1950 и декември 1951 г. учи във Военната академия в София. От декември 1951 до 1959 г. е началник-щаб на Управление „Инженерни войски“. Между 1960 и 1970 г. е началник на Главното инженерно управление на Министерството на външната търговия. В периода 1971 – 1980 г. е началник на Управление „Доставки на въоръжение и бойна техника“. От 1981 до 1988 г. е заместник-търговски представител на България в Москва, отговарящ за отбранителната промишленост. Излиза в запаса през 1988 г. Награждаван е с орден „За храброст“, „9 септември 1944 г.“ – I степен и „За военна заслуга“ – V ст. в.л.

## Образование
- Ловешка гимназия – септември 1936 – юни 1941
- Народно военно училище „Васил Левски“ – 15 ноември 1946 – 10 септември 1947
- Военната инженерна академия „В. В. Куйбишев“ – декември 1948-март 1950
- Военна академия – ноември 1950-декември 1951

## Награди
- орден „За храброст“
- орден „9 септември 1944 г.“ – I степен.
- орден „За военна заслуга“ – V ст. в.л